# Ösküi vár
Az ösküi várat 1461-ben említették először, castellum Euskew néven. A vár nevéből az első szótag az Anonymus által feljegyzett hagyomány szerint a középkorban a Bakony és a Balaton keleti vidékén birtokos Szalók nemzetség honfoglalás kori fejének, Ösbő vezérnek a nevét őrzi, a második szótag a 'vár' jelentésű kő szóval azonos.

## Fekvése
A vár alatt fekvő Öskü település Veszprém vármegye keleti felén, a Bakony alján található, Veszprém és Várpalota között, a 8-as főút mellett.

## Története
A vár alatt fekvő Ősi falut még a Szalók nemzetség kapta mint a várépítésre alkalmas területet, melynek eredeti neve Öskő volt. Őskü falu egy 1082. évi oklevélben villa Ees néven fordult elő, amikor I. László király a veszprémi káptalan birtokait összeíratta.
A terület és a falu a 15. században az Újlaki család birtoka lett, akik kővárat építettek itt.
1650-ben Várpalota tartozékaként Zichy István győri kapitány kapta meg királyi adományként.
A török hódítás idején a törökök a várat lerombolták, mely később nem épült újjá. A várra ma csupán az 1962-ben, vízvezeték építésekor talált néhány oszlopdarab emlékeztet.